# Fènix 11:23
Fènix 11:23 es un drama español de 2012 dirigido por Joel Joan y Sergi Lara.
El film está basado en hechos reales, dramatiza el caso de Èric Bertran, un niño que en 2004 envió mensajes amenazantes a varios supermercados, y lo convierte en héroe independentista por esta trastada.

## Sinopsis
Èric es un niño de 14 años que crea una web con el nombre inspirado en Harry Potter y la Orden del Fénix llamada Exèrcit del Fènix, pero con temática independentista catalana. En la página, el chico se hace llamar Fènix 11:23. Fènix por Harry Potter, 11 por el Día de Cataluña y 23 por el Día de San Jorge. El 14 de septiembre de 2004 Éric envió un correo a la empresa de supermercados Día pidiendo que etiquetasen sus productos en catalán y con amenazas si no le respondían antes del 1 de octubre. La empresa lo denunció. Treinta guardias civiles procedentes de la brigada antiterrorista de Madrid realizan la detención de Éric Bertran en su casa por un supuesto delito de terrorismo informático, registran su casa y se llevan su ordenador. Tras ello se le traslada al Tribunal de menores de la Audiencia Nacional, su padre es despedido del trabajo y comienza a ser víctima de Bullying en la escuela. Finalmente el 15 de marzo del 2005 su caso queda archivado.

## Reparto
- Nil Cardoner es Èric Bertran.
- Rosa Gàmiz es Rosa Mari.
- Àlex Casanovas es Ferran Bertan.
- Pau Poch es Àdam Bertran.
- Lluís Villanueva es Emilio.
- Roberto Álamo es Cardeñosa.
- Àngels Poch es Carmen.
- Ana Wagener es Clara.
- Mireia Vilapuig es Mireia.
- Pepo Blasco es Eduard.
- Josep Tosar es Manel.
- Adrià Garcia es Pau.

## Palmarés cinematográfico
- 2013. Premio Gaudí a la mejor película en lengua catalana
- 2013. Premio Gaudí al mejor actor por Nil Cardoner
- 2013. Premio Gaudí al mejor actor por Àlex Casanovas
- 2013. Premio Gaudí al mejor director por Sergi Lara y Joel Joan
- 2013. Premio Gaudí al mejor actor secundario por Lluís Villanueva
- 2013. Premio Gaudí a la mejor actriz secundaria por Ana Wagener
- 2013. Premio Gaudí a la mejor dirección de producción por Anna Vilella